# 陶菲克·图比
陶菲克·图比（1922年5月11日—2011年3月12日），以色列阿拉伯共产主义政治家，隶属以色列共产党与和平与平等民主阵线，以色列议会第一届议会最后一位健在的议员。他也以色列议会史上任职时间第二长的议员，连续任职超过41年。他曾代表以色列共产党参加了1957年共产党和工人党国际会议。